# 목회
목회(牧會, pastoral care), 목회돌봄 또는 사목(司牧, pastoral ministry)은 모든 문화와 전통에서 볼 수 있는 정서적, 사회적, 정신적 지원의 모형을 위한 용어이다. 이 용어는 무교적 형태의 돌봄과 종교 커뮤니티에 속한 사람들을 돌보는 일을 포괄한다.

## 정의

### 기독교
기독교에서 목회 사역은 양치기와 양을 돌보는 역할과 관련되어 있다. 이 용어는 기독교인들에 의해 처음으로 역사적으로 은유적 용어로 채택되었으나 수많은 종교와 비종교 전통은 돌봄과 사회적 책무를 강조하는 것을 포함한다.

## 같이 보기
- 대체의학
- 목회자